# エンリコ・イリソギ
エンリコ・イリソギは、多数の声優が参加するユニット、エンターテインメント集団。作品毎に参加声優が変化するという特殊な形態を持つ。2011年3月11日の東日本大震災をきっかけにプロデューサーのUZAを中心に集まった。活動による売り上げの一部は東日本大震災の復興支援金として寄付される。

## 概要
2012年から2014年にかけて、『WAO! AMUSEMENT PARK』のタイトルでドラマCD4作、OVA1作をリリースした。
ドラマCDはラジオドラマ数本＋オリジナル曲1曲という構成で、脚本を毎回喜安浩平が書き下ろし、作品毎に参加声優が変化する。ラジオドラマ部分は30分前後。オリジナル曲は声優陣がボーカルパートを分担して歌っている。
OVAにはオリジナルアニメのほか、これまで発表された4曲のミュージック・ビデオが収録された。

## メンバー
- 作詞、作曲、編曲、プロデュース
  - UZA - 声優としても出演。
- 脚本
  - 喜安浩平
- 第1弾 参加声優
  - 置鮎龍太郎、甲斐田ゆき、楠大典、楠田敏之、川本成、津田英佑、増田裕生、大須賀純
- 第2弾 参加声優
  - 大須賀純、置鮎龍太郎、甲斐田ゆき、片岡あづさ、楠田敏之、高橋広樹、津田英佑、増田裕生、皆川純子、森久保祥太郎
- 第3弾 参加声優
  - 大須賀純、置鮎龍太郎、甲斐田ゆき、片岡あづさ、川本成、楠田敏之、高橋広樹、津田英佑、増田裕生、皆川純子、森久保祥太郎
- 第4弾 参加声優
  - 置鮎龍太郎、甲斐田ゆき、川本成、楠田敏之、島﨑信長、諏訪部順一、高橋広樹、竹内順子、津田英佑、増田裕生、皆川純子、森久保祥太郎、大須賀純（歌のみ）
- Episode Zero（第4.5弾）参加声優
  - 置鮎龍太郎、甲斐田ゆき、楠田敏之、津田英佑、増田裕生、皆川純子

## 作品

### CD
|     | 発売日        | タイトル                                             | 規格品番  | 収録時間 |
| --- | ------------- | ---------------------------------------------------- | --------- | -------- |
| 1st | 2012年4月25日 | WAO! AMUSEMENT PARK 第1弾 ようこそここへ！クック81編 | VCCA-2001 | 37分     |
| 2nd | 2012年4月25日 | WAO! AMUSEMENT PARK 第2弾 戦隊モノはじめました編     | VCCA-2002 | 50分     |
| 3rd | 2012年6月27日 | WAO! AMUSEMENT PARK 第3弾 愛の激情編                 | VCCA-2003 | 44分     |
| 4th | 2012年8月15日 | WAO! AMUSEMENT PARK 第4弾 バンドやろうぜ！編         | VCCA-2004 | 1時間2分 |

### DVD
- WAO! AMUSEMENT PARK Episode Zero 無知との遭遇編（2014年8月27日、MSCS-2043、40分）